# Trichoceronia
Trichoceronia är ett släkte av tvåvingar. Trichoceronia ingår i familjen parasitflugor.
Kladogram enligt Catalogue of Life:
| Trichoceronia | \| \| Trichoceronia latifrons \| \| \| \| \| \| Trichoceronia thermitana \| \| \| \| |
|               | \| \| Trichoceronia latifrons \| \| \| \| \| \| Trichoceronia thermitana \| \| \| \| |
|               | Trichoceronia latifrons                                                              |
|               |                                                                                      |
|               | Trichoceronia thermitana                                                             |
|               |                                                                                      |